# Dystasia
Dystasia es un género de escarabajos longicornios de la familia Cerambycidae.

## Especies
- D. affinis Gahan, 1906
- D. bella  (Breuning, 1940)
- D. benjamini  Gouverneur, 2021
- D. cambodgensis  Breuning & Chûjô, 1968
- D. chassoti  Breuning, 1973
- D. circulata  Pascoe, 1864
- D. cristata  Fisher, 1933
- D. granulosa  Vives, 2017
- D. grisescens  Breuning, 1954
- D. humeralis  Breuning, 1958
- D. javanica  Breuning, 1938
- D. laosica  Breuning, 1965
- D. mindanaonis  Breuning, 1980
- D. multifasciculata  Breuning, 1943
- D. niasensis  Breuning, 1943
- D. nubila  Pascoe, 1886
- D. proxima  Breuning, 1938
- D. pygmaeola  Breuning, 1938
- D. rondoni  Breuning, 1965
- D. semicana  Pascoe, 1864
- D. siamensis  Breuning, 1938
- D. sibuyana  (Aurivillius, 1927)
- D. similis  Gahan, 1907
- D. siporensis  Breuning, 1939
- D. subcristata  Breuning, 1938
- D. subuniformis  Breuning, 1938
- D. tonkinea  (Pic, 1930)
- D. valida  Breuning, 1937
- D. variegata  Fisher, 1936